# میدان (افغانستان)
میدان یک منطقهٔ مسکونی در افغانستان است که در ولایت بلخ واقع شده‌است.